# ヒラニザ
ヒラニザ （平仁座、学名：Acanthurus mata、英名：Elongate surgeonfish）は、スズキ目ニザダイ亜目ニザダイ科に属する魚。

## 分布
太平洋からインド洋に広く分布する。日本では南日本の太平洋沿岸、伊豆諸島、小笠原諸島、琉球列島などに生息する。

## 生態
体長は35cm程度。体側に多数の青色のラインがあり、他のクロハギ属の魚より体高が低い。水深5m～45mの潮通しのいい岩礁の上や、サンゴ礁外縁、ドロップオフの中層を複数で泳ぐ。幼魚は浅い海域に単独で棲み、太平洋沿岸では季節来遊魚として見ることができる。雑食性で藻類やプランクトンを食べる。

## 利用
おいしい食用魚とされ、主に沖縄県で食べられる。ソテー、煮物、刺身の具材として利用される。